# (3518) Флорена
(3518) Флорена (лат. Florena) — типичный астероид главного пояса, открыт 18 августа 1977 года советским астрономом Николаем Черных в Крымской астрофизической обсерватории и 1 сентября 1993 года назван в честь Павла и Кирилла Флоренских.

## Обнаружение и именование
(3518) Флорена
Открыт 18 августа 1977 года в Научном Н. С. Черных.
Назван в память об известном русском религиозном философе, физике и математике Павле Александровиче Флоренском (1882—1943). Это имя также в честь его сына — геохимика и минералога Кирилла Павловича Флоренского (1915—1982).
Оригинальный текст (англ.)3518 Florena
Discovered 1977-08-18 by Chernykh, N. at Nauchnyj.
Named in memory of Pavel Aleksandrovich Florenskij (1882—1943), well-known Russian religious philosopher, physicist and mathematician. The name also honors his son, Kirill Pavlovich Florenskij (1915—1982), geochemist and mineralogist.
Источники: DISCOVERY.DB; M.P.C. 22498.

## Орбита

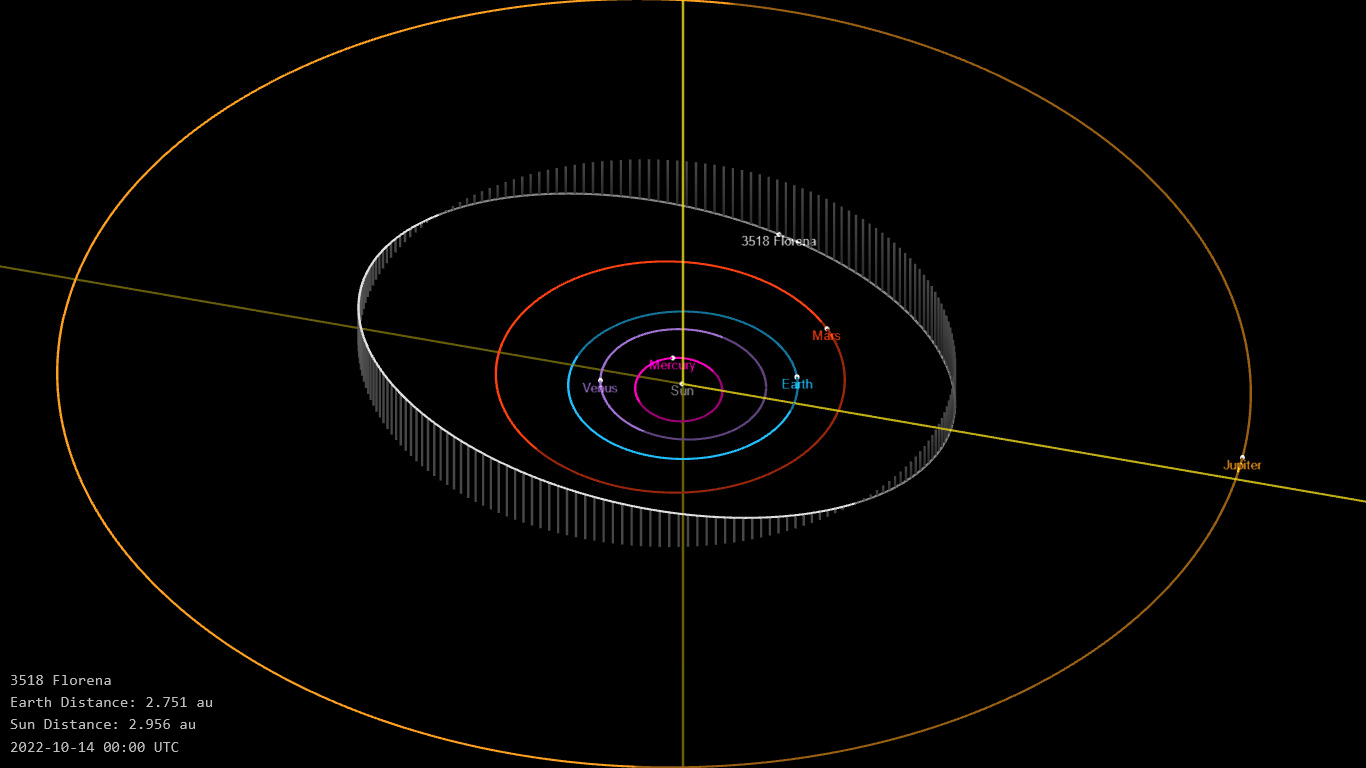
Орбита астероида Флорена и его положение в Солнечной системе

## Физические характеристики
Астероид относится к таксономическому классу S.
По результатам наблюдений в видимом и ближнем инфракрасном диапазоне космического телескопа NEOWISE диаметр астероида оценивался равным 8,631±0,171 км. Согласно тем же источникам альбедо оценивается как 0,3126±0,0608 и 0,313±0,061.